# NGC 6743
NGC 6743 este o galaxie situată în constelația Lira. A fost descoperită în 6 iulie 1828 de către John Herschel.